# 千葉県道209号笹川停車場線
千葉県道209号笹川停車場線（ちばけんどう209ごう ささがわていしゃじょうせん）は、千葉県香取郡東庄町を走る一般県道である。東日本旅客鉄道 (JR) 笹川駅と同町内を走る国道356号とを結ぶ目抜き通りでもある。

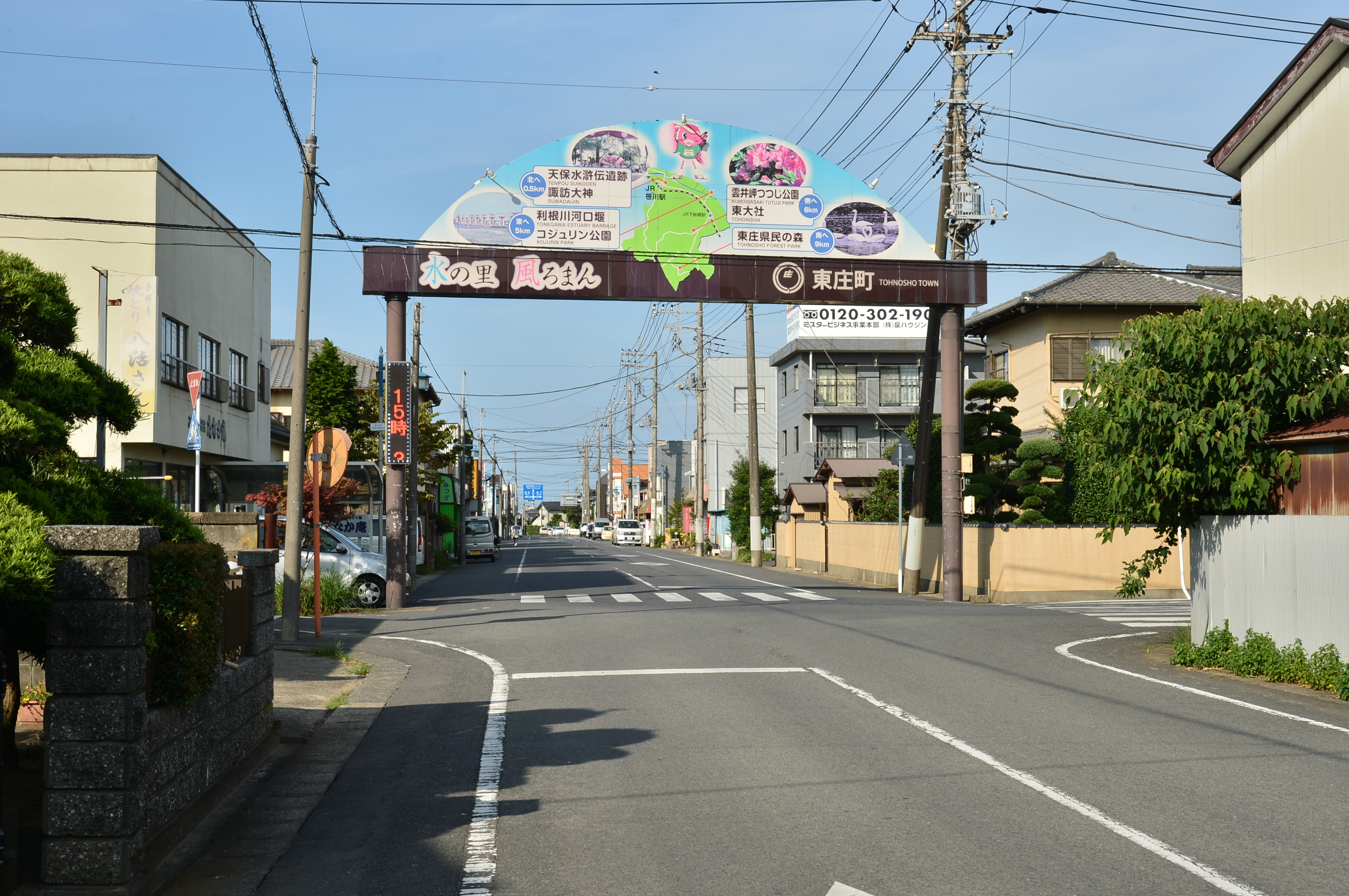
千葉県道209号笹川停車場線。香取郡東庄町・JR笹川駅前より。（2017年8月）

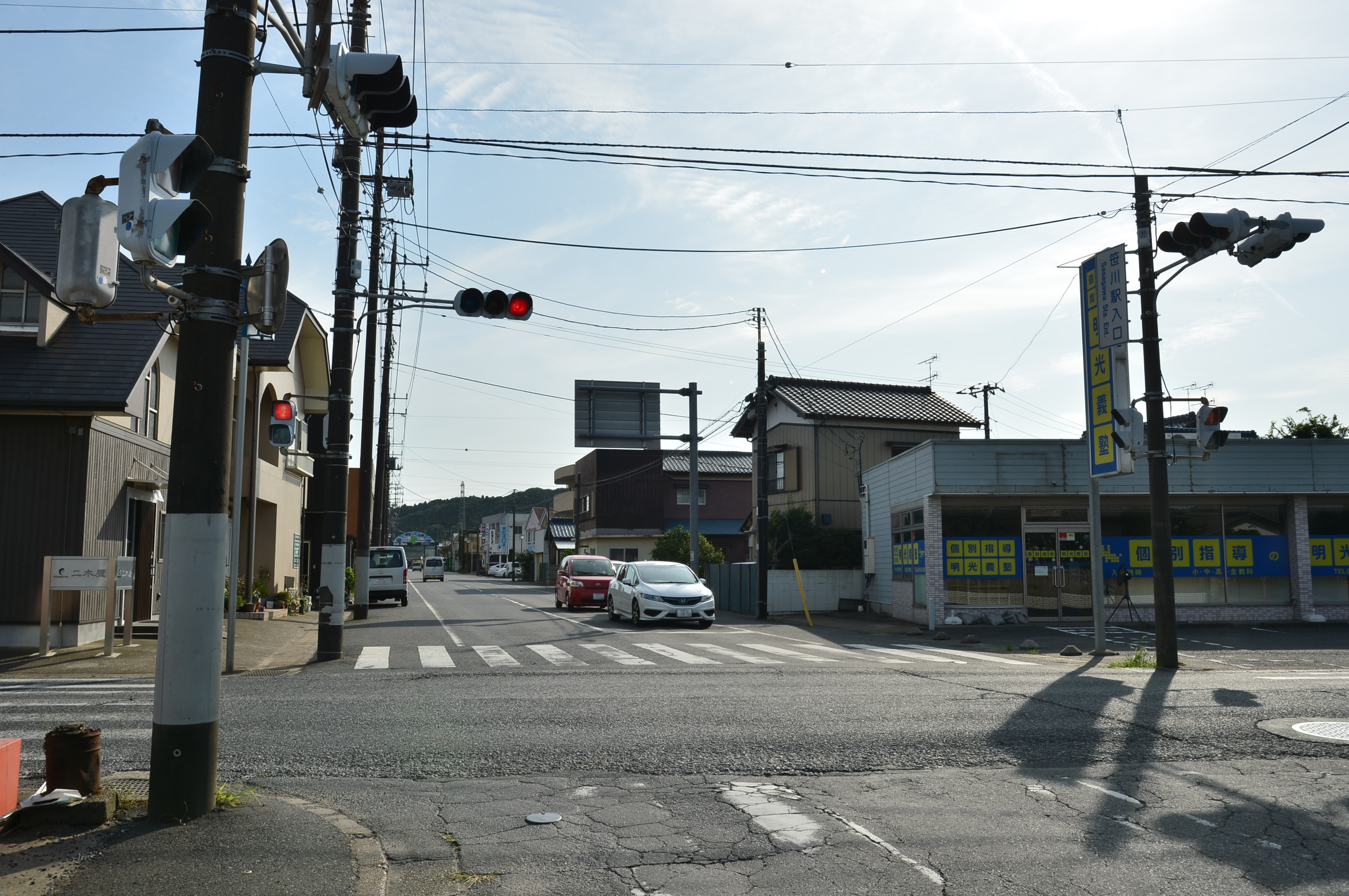
終点・笹川駅入口交差点より県道笹川停車場線を見る。（2017年8月）

## 概要
- 起点：香取郡東庄町笹川い（成田線 笹川駅）
- 終点：香取郡東庄町笹川い（笹川駅入口交差点、国道356号交点）
- 総延長：0.310 km[1]
- 重用延長：なし
- 未供用延長：なし
- 実延長：0.310 km[1]

## 通過する自治体
- 香取郡東庄町

## 交差する道路
- 国道356号 - 香取郡東庄町笹川い（笹川駅入口交差点、終点）
- 千葉県道266号旭笹川線 - 香取郡東庄町笹川い（笹川駅入口交差点、終点）